# Калужнін Лев Аркадійович
Калужнін Лев Андрійович (30 січня 1914, Москва - 6 грудня 1990, Москва) — радянський математик, викладач. Після революції, емігрував з батьками у Францію. Вчився в Берлінському та Гамбурзькому університеті. В часи Другої світової війни він був заарештований та ув'язнений в табір Комп'єнь (1941 - 1942). Після звільнення повернувся в Париж. У 1947 році захистив докторську дисертацію. У 1947 - 1948 рр. виступав з лекціями в Об'єднаному союзі російських інженерів, у тому числі на тему «Розвиток математики в СССР», «Неевклідова геометрія», тощо. У 1951 - 1955 рр. був професором Берлінського університету, у 1955 році повернувся в СССР. Працював викладачем в Київському державному університеті імені Т. Г. Шевченка: професор кафедри математичного аналізу, теорії ймовірності та алгебри (з 1955 року), завідувач кафедри алгебри та математичної логіки (1959 - 1970 рр.), доктор фізико-математичних наук (1957 рік).

## Біографія
Лев Аркадійович народився 31 січня 1914 року в Москві. З 1923 року протягом багатьох років проживав разом з матір'ю у Німеччині. Після закінчення реальної гімназії у 1933 році вчився спочатку в Берлінському, а потім в Гамбурзькому університеті, де слухав лекції та відвідував семінари Шура, Артіна, Гекке, Цасенхауза — стосунки з даними алгебраїстами надали великий вплив на формування його наукових інтересів.
У 1938 році Лев Аркадійович переїхав у Францію, де він продовжив заняття в Сорбонні. Але йому не судилося закінчити їх у Франції, бо заняття були припинені через війну.
22 червня 1941 року Калужнін Л. А., як підданий Російської Імперії, попав у табір для переміщених осіб, а через деякий час він був переведений у концентраційний табір в м. Вальцбург (Баварія).
Весною 1945 року після того, як він був звільнений з табору, повернувся в Париж, де відновив заняття з математики. За результатами своїх досліджень цього періоду, які були присвячені питанням будови p-підгруп симетричних груп, у 1948 році Лев Аркадійович захистив докторську дисертацію. Незабаром, за пропозицією радянського посольства, Калужнін Л. А. переїхав до Німецької Демократичної Республіки для роботи викладачем у Берлінському університеті. Він працював спочатку доцентом, а потім — після захисту докторської дисертації, присвяченої дослідженню стабільних груп автоморфізмів, - професором Берлінського університету та, одночасно, науковим співробітником Інституту математики Академії наук НДР.
У 1955 році Калужнін Л. А. повернувся на батьківщину. З цього моменту починалась його багаторічна плідна педагогічна та наукова діяльність в Київському державному університеті ім. Т. Г. Шевченка. Він спочатку працював професором кафедри аналізу, алгебри та теорії ймовірності, а у 1960 році став завідувачем кафедри алгебри та математичної логіки КГУ.
З 1970 року до 1985 року Лев Аркадійович - професор створеної ним кафедри. У 1957 році він захистив докторську дисертацію з теми «Сіловські p-підгрупи симетричних груп. Повні добутки груп. Узагальнення теорії Галуа», тим самим ставши володарем трьох докторських ступенів з математики (Франція, НДР, СССР).
Багато сил та енергії Калужнін Л. А. віддавав педагогічній діяльності. Він керував створенням кафедри алгебри та математичної логіки, брав діяльну участь у створенні нових спеціальностей: математична лінгвістика, теоретична кібернетика. Упродовж багатьох років Лев Аркадійович був головою секції математики в Республіканському домі науково-технічної пропаганди. Широка ерудиція, чудові людські якості завжди приваблювали молодь. Створив потужну наукову школу. Наукові дослідження належать до різних розділів алгебри і дискретної математики, але найвагоміші результати стосуються теорії груп. Під його керівництвом була виконана 21 кандидатська дисертація, два його учня стали докторами наук.
Помер 6 грудня 1990 року після важкої, тривалої хвороби.

## Наукові інтереси
Сфера наукових інтересів Калужніна Л. А. була вельми широкою, першим по значущості місцем займали результати з теорії груп та груп підстановок. Крім цього, ряд робіт присвячених теорії Галуа, включаючи її абстрактні аналоги, лінійній алгебрі, теорії автоматів, математичній логіці, теорії програмування, математичній статистиці. Лев Аркадійович Калужнін - автор більше ста наукових робіт, у тому числі 16-ти монографій, навчальних посібників та науково-популярних видань. Велика кількість статей з алгебри, математичної логіки та суміжним питанням були написані для математичної, кібернетичної та філософської енциклопедії.

### Граф-схеми Калужніна
Граф-схеми Калужніна являють собою орієнтовані графи спеціального вигляду. В кожному графі виділяються два вузли - вхідний та вихідний. А всі інші вузли поділяються на два класи: вузли-розпізнавачі та вузли-перетворювачі. Із вхідного вузла, а також з вузлів-перетворювачів виходить одна стрілка. З кожного вузла-розпізнавача виходять дві стрілки, які відмічаються знаками «+», «-». Із вихідного вузла стрілки не виходять. Нарешті, вузлам-перетворювачам відповідають символи операторів, а вузлам-розпізнавачам — символи предикатів.

### Основні роботи
Основні праці Калужніна Л. А. наведені нижче:
- Антропоморфізм скінчених абелевих та метаабелевих p -груп - Київ, 1980 рік.
- Введення в загальну алгебру - Москва, 1973 рік.
- Дедуктивна теорія предикатів - Київ, 1961 рік.
- Ділення із залишком - Київ, 1977 рік.
- Обрані глави теорії груп - Київ, 1979 рік.
- Обчислення предикатів - Київ, 1961 рік.
- Короткий курс теорії Галуа - Київ, 1967 рік.
- Несуперечливість, повнота обчислення предикатів - Київ, 1961 рік.
- Основна теорема арифметики - Москва, 1969 рік.
- Перетворення та перестановки - Москва, 1979 рік.
- Приклади формалізації деяких відношень - Київ, 1961 рік.
- Теорія визначників - Київ, 1964 рік.
- Формули обчислення предикатів - Київ, 1961 рік.
- Що таке математична логіка? - Київ, 1961 рік.
- Елементи теорії множин та математичної логіки - Москва, 1978 рік.